# Szokolay Béla
Szokolay Béla (Belényes, 1891. augusztus. 21. – Budapest, 1959. augusztus 27.) magyar iparművész, művészeti író, bábművész.

## Művészeti szakírói munkássága
Középiskolai tanulmányait a marosvásárhelyi, majd a kolozsvári református kollégiumban végezte. Később a budapesti Műegyetemen tanult. Az első világháború után kezdett el komolyan művészettel és művészettörténettel foglalkozni. Művészettörténeti írásai különféle lapokban jelentek meg, és maga is többféle rövid életű folyóiratot szerkesztett (Revü, 1920; Építőmunka, 1933–1935; Országépítés, 1938–1939). 1930-ban az Országos Magyar Iparművészeti Társulat titkárának választották, 1932-ben kezdeményezésére jött létre a Magyar Műhely-Szövetség, a Deutscher Werkbund mintájára, „a magyar ipari termelés meg a magyar kereskedelem nemesítésére”.

## Bábjátékos munkássága
A bábjátékkal az 1930-as években kezdett foglalkozni. 1933-ban részt vett a Művészi Bábjátékok Barátainak Köre megszervezésében, amely elnökévé Jaschik Álmost, társelnökévé pedig a Párizsban élő Blattner Gézát választotta. A kör szorgalmazott egy olyan ipari szervezetet, „mely a bábjátszáshoz szükséges felszerelés, berendezés tárgyait olyan olcsón képes előállítani, hogy azokat iskolák, egyesületek és magánosok is megszerezhessék”, és a következő években rendszeresen tartott bemutató előadásokat és kiállításokat az Országos Iparegyesület székházában (Zichy Jenő utca 4.).
A kör támogatásával 1936 tavaszán Tüdős Klára, az Operaház jelmeztervezője, Pekáry István, Szokolay Béla és Freytap Zoltán komolyan hozzáfogtak egy állandó bábszínház megszervezéséhez a pesti Belvárosban. A „Fajankó” kapta volna, de „nemcsak tréfás kis darabokat, hanem klasszikus műsort is” akartak játszani A bábszínház részére maga Szokolay átdolgozta bábjátékra Móra Ferenc Kótyonfity király című meséjét, „amelynek elkészültek már magyaros érdekes figurái is”, valamint marionett-bábukat készített a Buta Béla utazása a holdban című darabhoz, a Róka és a holló című Aesopus meséhez, továbbá esztergályozott fejű kézibábokat több székely népmeséhez. A bábszínház azonban mégsem jött létre.
Az 1945 utáni megváltozott politikai körülmények között még inkább a bábművészet felé fordult. Egyik előadója volt az A. Tóth Sándor által szervezett az I. Országos Bábjátékosképző Tanfolyamnak, amelyet 1947. augusztus 5-én, Kaposváron tartottak. 1947-ben Petőfi Színpad néven stúdiószínpadot szerveztek Muharay Elemérrel együtt, amely a műkedvelő színjátszás, a népi játékok, a tánc és a bábjáték területén kísérletezett. Az együttes marionett-bábukkal játszotta Muharay Szegény halászát, Jean de La Fontaine A róka és a hollóját, kézi bábukkal pedig Szokolay által feldolgozott Kis kakas gyémánt fél-krajcárosát, és Muharay több darabját, köztük egy betlehemest. Utolsó éveiben a Népművelési Intézetben dolgozott, mint annak „marionett szakértője”, és országszerte bábtanfolyamokat szervezett, kiállításokat rendezett, előadásokat tartott, valamint bábszínművek szövegét tette közzé a „Bábszínpad” cím füzetsorozatban.
Az 1950-es években bábműhelye a budai Csalogány utcában (41. szám) volt. Ezt az alagsori üzlethelyiséget halála után az Astra Bábegyüttes vezetője, Vízvári László bérelte a II. kerületi önkormányzattól.

## Családja
Felesége, Tompa Márta, a tordai állami főgimnázium igazgatójának lánya volt, aki előadóművész lett, szavalóműsorokkal lépett föl. Mivel maga unitárius volt, így református férjét is Pethő István unitárius püspöki helynök temette. Gyermekeik Szokolay Vajk, Örs és Réka.

## Írásai

### Fontosabb művészeti és közéleti írások
- A magyar festőművészet: Vázlatos áttekintése a XX. sz. néhány problémájának.  Pásztortűz,  XI. évf.  2. sz. (1925)   33–36. o.
- Márton Ferenc festőművész.  Pásztortűz,  XI. évf.  3. sz. (1925)   42–44. o.
- Orbán Antal szobrászművész.  Pásztortűz,  XI. évf.  7. sz. (1925)   134–136. o.
- Nagy István festőművész.  Pásztortűz,  XI. évf.  11. sz. (1925)   230–232. o.
- A nagybányai művésztelep.  Erdélyi irodalmi szemle,   (1926)   241–260. o.
- Művészetpolitikánk.  1927.   232–241. o.   – Kritikai áttekintés az 1840-es évektől.
- Az iparművész nevelésről.  Magyar Iparművészet,   (1930)   3–5. o.
- A modern bútorokról.  Tér és Forma,   (1930)   330–335. o.
- Az elveszett paradicsom.  Tér és Forma,   (1931)   69–73. o.
- Az egyes bútorról – ami nincsen.  Tér és Forma,   (1931)   275–279. o.
- Csók István festőművész.  Protestáns Szemle,   (1931)   645–647. o.
- Iparművészetünkről.  Protestáns Szemle,   (1932)   150–152. o.
- Diktátum és a társadalom.  Országépítés,  1. sz. (1938)
- A magyar művészet válsága.  Országépítés,  1. sz. (1938)
- A magyarvérűség kérdéséhez.  Országépítés,  3. sz. (1939)   321–332. o.
- A magyar falu művelődéspolitikája.  Országépítés,  3. sz. (1939)   359–367. o.
- A marionett játékról. Budapest: Művelt Nép. 1953.
- A típusbábfejek használata. Budapest: Népművelési Intézet. 1958.  = Bábjátékosok kiskönyvtára,  1.
- A magyar népi bábjátszás. In  Tatay Sándor – Kemény Henrik: Kinizsi – Az elátkozott malom. Budapest: Művelt Nép. 1954.   166–177. o. = Bábszínpad,  17.
- Szokolay Béla – Raffау Anna: Népi bábjátszó hagyományok. In  A bábjátszás Magyarországon. Szerk. Szilágyi Dezső. Budapest: Művelt Nép. 1955.   5–49. o.
- Szokolay Béla – Kós Lajos: Művészi bábjáték-törekvések hazánkban II. In  A bábjátszás Magyarországon. Szerk. Szilágyi Dezső. Budapest: Művelt Nép. 1955.   82–116. o.
- Bábjátékos helyzetkép.  Népművelés,  IV. évf.  3. sz. (1957)
- A magyar népi bábjátszás. In  Bábtörténeti szöveggyűjtemény: A középfokú oktatóképzés segédanyaga. Összeállította Tarbay Ede. Budapest: Népművelési Intézet. 1978.
- Benedek Péter paraszt festőművész. In  Benedek Péter: Válogatás a festőről szóló irodalomból. Összeállította Gergelyné Baktai Júlia; szerkesztette Ikvai Nándor. Szentendre: Pest Megyei Múzeumok Igazgatósága. 1979.   41–43. o. = Pest megyei múzeumi füzetek,  11.

### Bábjátékok
- Az okos kecske. In  Bábjáték műsorfüzet 4. Budapest: Művelt Nép Könyvkiadó. 1951.
- Szokolay Béla emlékfüzet. Összeáll. Kós Lajos. Budapest: (kiadó nélkül). 1961.  = Bábjátékosok kiskönyvtára,  8.  – A szerző nyolc bábjátékát tartalmazza: A kisegér; A kiskakas gyémánt félkrajcárosa; A szegény juhász meg a szerencséje; A föllemüle; Róka, holló, meg a sajt; Kincskeresők; Háborúság Lazsnyakon; Három játék vázlat.